# Таканаси, Сара
Са́ра Такана́си (яп. 高梨 沙羅, 8 октября 1996 года, Камикава, Хоккайдо) — японская прыгунья на лыжах с трамплина, чемпионка мира 2013 года в смешанном командном первенстве, бронзовый призёр Олимпийских игр 2018 года, четырёхкратная обладательница Кубка мира (2012/13, 2013/14, 2015/16, 2016/17), рекордсменка по количеству побед на этапах Кубка мира (как среди женщин, так и мужчин). Пятикратная чемпионка мира среди юниоров, чемпионка юношеских Олимпийских игр 2012 года.

## Спортивная карьера

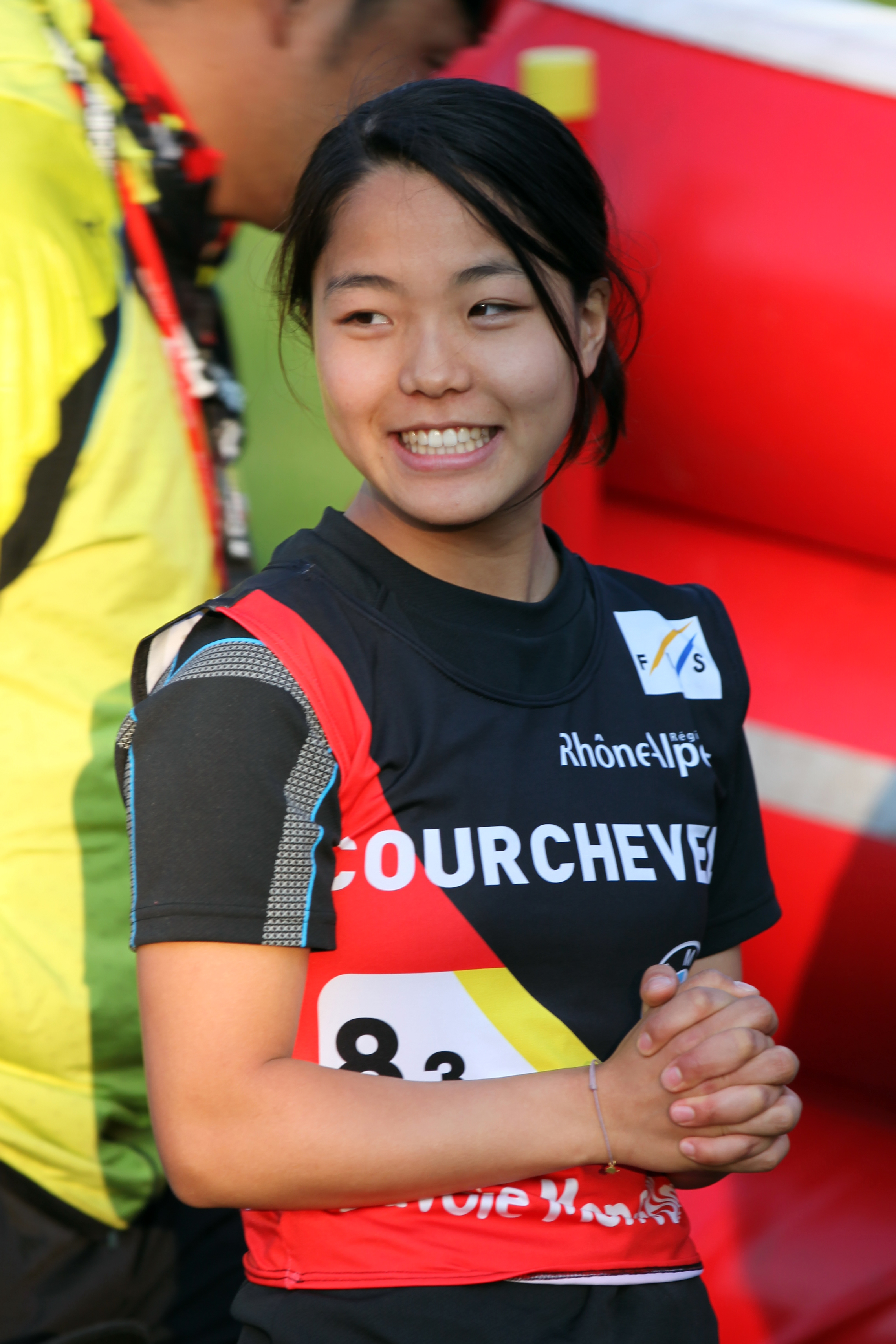
Таканаси в 2013 году

14 января 2012 года выиграла золото на первых юношеских Олимпийских играх в Инсбруке, два раза прыгнув на 76,5 м, при том, что никто из соперниц не прыгнул дальше 72,5 м (второй стала немка Катарина Альтхаус). В феврале 2012 года в возрасте 15 лет выиграла золото в личном и командном первенстве на чемпионате мира по лыжным видам спорта среди юниоров в турецком Эрзуруме. В январе 2013 года выиграла золото чемпионата мира среди юниоров в чешском Либереце в личном первенстве, а через год на юниорском чемпионате мира в итальянском Валь-ди-Фьемме вновь сделала золотой дубль, победив и личном, и в командном первенстве. Параллельно с выступлениями на юниорском уровне выступала и на взрослом (в Кубке мира дебютировала 3 декабря 2011 года), будучи лидером мировых женских прыжков с трамплина с 15-летнего возраста.
Наивысшим достижением Таканаси на чемпионатах мира является победа в командных смешанных соревнованиях (впервые проведённых в рамках чемпионата мира) на чемпионате мира 2013 года в Валь-ди-Фьемме и серебряная награда в личном первенстве на трамплине К-90 (золото выиграла американка Сара Хендриксон, опередившая Таканаси на 2,7 балла).
В сезоне 2012/13 16-летняя Сара Таканаси выиграла Кубок мира, победив на 8 этапах из 16 возможных. В сезоне 2013/14 выиграла 15 из 18 этапов Кубка мира, включая семь последних подряд. Была главной фавориткой зимних Олимпийских игр 2014 года в Сочи, но сенсационно не смогла попасть даже в призёры, оставшись четвёртой, хотя после первого прыжка шла на третьем месте (золото досталось немке Карине Фогт, которая не выиграла за карьеру ни одного этапа Кубка мира до начала Олимпийских игр).
В сезоне 2014/15 Сара выиграла 6 этапов Кубка мира из 13, но в борьбе за победу в общем зачёте уступила 34 очка опытной Даниэле Ирашко-Штольц из Австрии, на счету которой было пять побед на этапах. На чемпионате мира 2015 года в Фалуне Таканаси заняла только четвёртое место в личном первенстве и стала третьей в составе сборной Японии в смешанном командном первенстве.
В сезоне 2015/16 Сара вновь доминировала в Кубке мира, выдав в январе-феврале 2016 года серию из 10 побед подряд. Таканаси обеспечила себе победу в общем зачёте за 4 этапа до финиша сезона после победы на этапе в финском Лахти 19 февраля.

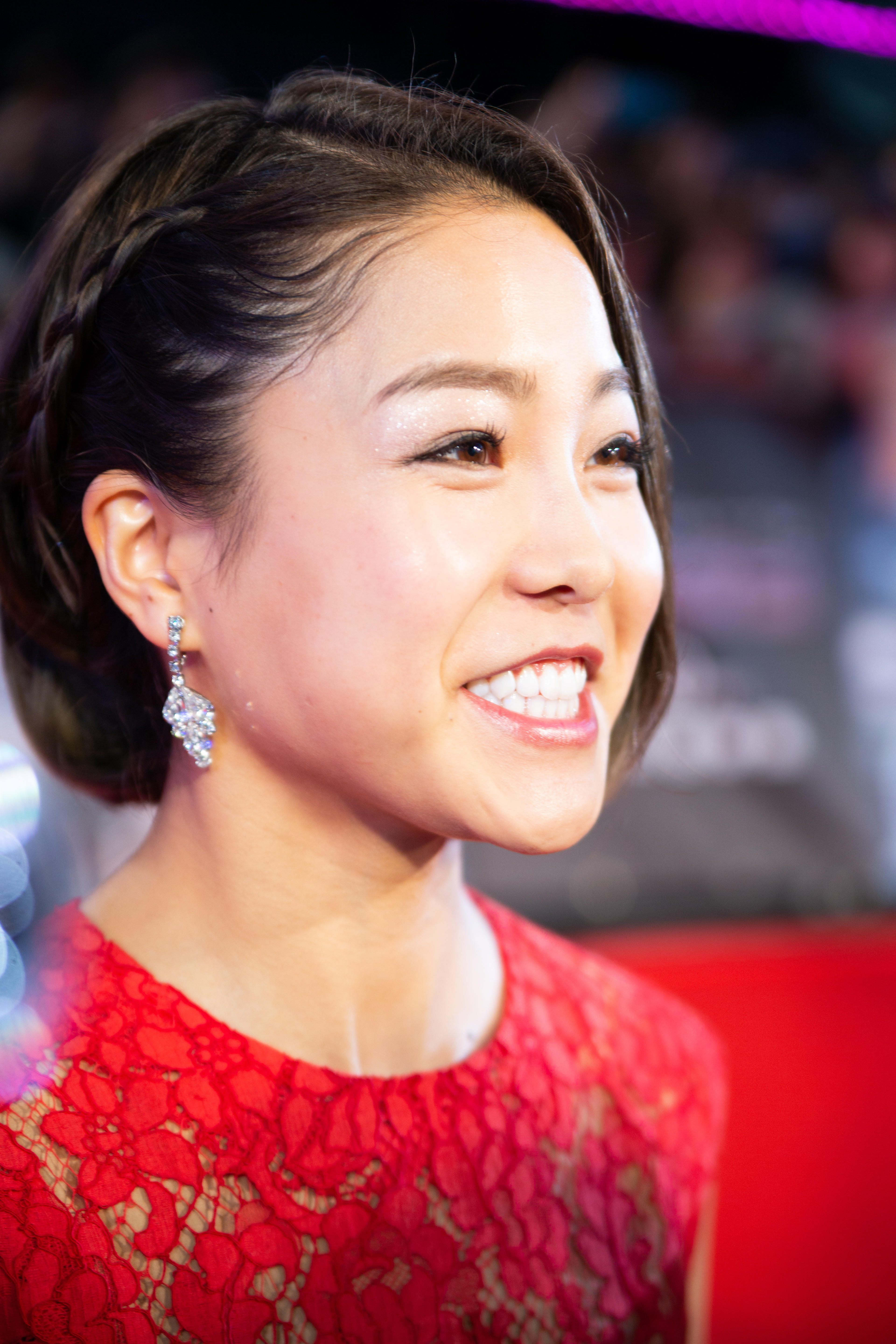
2018 год

Сезон 2016/17 японская летающая лыжница начала прекрасно: из 18 стартов в рамках Кубка мира Сара выиграла девять и ещё пять раз попадала на подиум (четырежды была второй и один раз стала третьей). 29 января 2017 года в румынском Рашнове 20-летняя Таканаси выиграла свой 50-й этап Кубка мира. Но на главном старте сезона, чемпионате мира в финском Лахти, Таканаси заняла третье место, уступив победительнице соревнований, немецкой прыгунье Карине Фогт, всего лишь три с половиной балла.
На церемонии открытия зимних Олимпийских игр 2018 года несла флаг Японии вместе с прыгуном с трамплина Нориаки Касаем. На Играх заняла третье место, уступив Марен Лундбю и Катарине Альтхаус. 24 марта 2018 года Таканаси одержала свою 54-ю в карьере победу на этапах Кубка мира и обошла рекордсмена среди мужчин по этому показателю Грегора Шлиренцауэра. В сезоне 2017/18 Сара заняла третье место в общем зачёте Кубка мира (седьмой раз подряд в тройке лучших), одержав всего две победы на этапах. Победу в Кубке мира одержала Марен Лундбю.
В сезоне 2018/19 выиграла только один этап Кубка мира и в общем зачёте впервые в карьере не попала в тройку лучших, заняв 4-е место. На чемпионате мира в Зефельде осталась без медалей — шестое место в личном первенстве на нормальном трамплине, шестое место в женском командном первенстве и пятое место в смешанных командах.
В сезоне 2019/20 вновь ограничилась одной победой на этапах Кубка мира и 4-м местом в общем зачёте.
В феврале 2021 года выиграла три этапа Кубка мира и считалась одним из претендентов на золото на чемпионате мира 2021 года в Оберстдорфе. В личном первенстве на нормальном трамплине стала третьей, а на большом трамплине (медали в этой дисциплине были впервые разыграны на чемпионатах мира) заняла второе место после Марен Лундбю. В двух командных дисциплинах (женской и смешанной) составе сборных Японии в призёры не попала. В общем зачёте Кубка мира Таканаси заняла второе место, всего 9 очков уступив словенке Нике Крижнар.

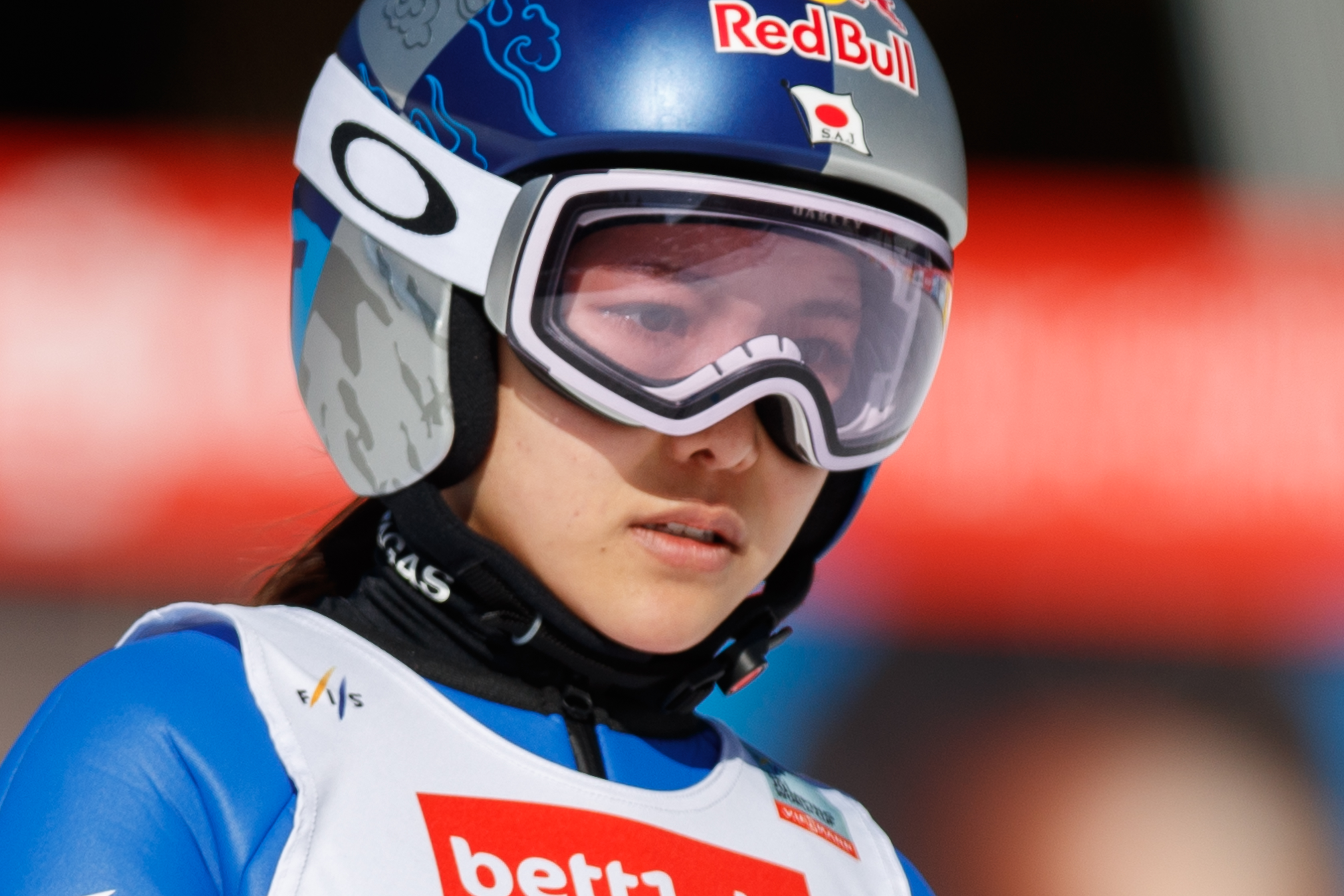
Сара в марте 2022 года

На Олимпийских играх 2022 года в Китае Сара заняла четвёртое место в личных прыжках и четвёртое место в смешанных командах. В смешанных командах первый прыжок Таканаси был аннулирован судьями из-за нарушения костюма (также были аннулированы результаты 4 других спортсменок из 3 команд). Если бы результат Таканаси был засчитан, японцы могли бы занять второе место.
В марте 2022 года выиграла два этапа Кубка мира в Лиллехаммере и Осло. Победа в Осло была одержана через 10 лет и 3 дня после первой победы Таканаси в Кубке мира. В общем зачёте Кубка мира 2021/22 заняла пятое место (11-е подряд попадание в топ-5 итогового зачёта Кубка мира).
В сезоне 2022/23 заняла 10-е место в общем зачёте Кубка мира. За весь сезон Таканаси не выиграла ни одного этапа Кубка мира, лишь дважды была третьей в начале февраля 2023 года. На чемпионате мира в Планице заняла 20-е место на нормальном трамплине, в остальных видах программу не выступала.
В сезоне 2023/24 заняла девятое место в общем зачёте Кубка мира, за весь сезон лишь раз попав в тройку лучших на этапе.

### Олимпийские игры
| Олимпийские игры | Возраст | Нормальный трамплин | Нормальный трамплин, смешанная команда |
| ---------------- | ------- | ------------------- | -------------------------------------- |
| 2014 Сочи        | 17      | 4                   | н/д                                    |
| 2018 Пхёнчхан    | 21      | 3                   | н/д                                    |
| 2022 Пекин       | 25      | 4                   | 4                                      |

### Чемпионаты мира по лыжным видам спорта
7 медалей (1 золото, 2 серебра, 4 бронзы)
| Чемпионат мира      | Возраст | Нормальный трамплин | Большой трамплин | Нормальный трамплин, команда | Нормальный трамплин, смешанная команда |
| ------------------- | ------- | ------------------- | ---------------- | ---------------------------- | -------------------------------------- |
| 2011 Осло           | 14      | 6                   | н/д              | н/д                          | н/д                                    |
| 2013 Валь-ди-Фьемме | 16      | 2                   | н/д              | н/д                          | 1                                      |
| 2015 Фалун          | 18      | 4                   | н/д              | н/д                          | 3                                      |
| 2017 Лахти          | 20      | 3                   | н/д              | н/д                          | 3                                      |
| 2019 Зефельд        | 22      | 6                   | н/д              | 6                            | 5                                      |
| 2021 Оберстдорф     | 24      | 3                   | 2                | 4                            | 5                                      |
| 2023 Планица        | 26      | 20                  | —                | —                            | —                                      |
| 2025 Тронхейм       | 28      | 14                  |                  | 5                            |                                        |

### Результаты в Кубке мира
| 2013/14 Итоги | 2013/14 Итоги | Норвегия | Норвегия | Германия | Германия | Россия | Россия | Япония | Япония | Япония | Япония | Словения | Словения | Австрия | Австрия | Румыния | Румыния | Норвегия | Швеция | Швеция | Словения |
| Очков         | Место         | См       | Инд      | Инд      | Инд      | Инд    | Инд    | Инд    | Инд    | Пол    | Пол    | Инд      | Инд      | Инд     | Инд     | Инд     | Инд     | Инд      | Инд    | Инд    | Инд      |
| 1220          | 1             | 1        | 1        | 1        | 1        | 1      | 3      | 1      | 1      | 1      | 1      | 2        | 2        | 1       | 1       | —       | —       | —        | —      | —      | —        |

| 2012/13 Итоги | 2012/13 Итоги | Норвегия | Норвегия | Россия | Россия | Австрия | Германия | Германия | Германия | Германия | Япония | Япония | Япония | Япония | Словения | Словения | Норвегия | Норвегия |
| Очков         | Место         | См       | Инд      | Инд    | Инд    | Инд     | Инд      | Инд      | Инд      | Инд      | Инд    | Инд    | Инд    | Инд    | Инд      | Инд      | Инд      | Инд      |
| 1297          | 1             | 2        | 1        | 2      | 3      | 1       | 1        | 4        | 2        | 1        | 12     | 5      | 1      | 1      | 1        | 1        | 2        | 2        |